# Валасек, Эрно
Эрно Валасек (англ. Erno Valasek, собственно Эрнё Валашек, венг. Valasek Ernő; 16 августа 1919, Тимишоара — 26 января 1984) — американский скрипач венгерского происхождения.
Вырос в Кливленде, учился в 1925—1933 гг. у Чарльза Рыхлика, затем в 1934—1940 гг. в Нью-Йорке у Адольфо Бетти. 8 апреля 1934 года дебютировал в нью-йоркском Таун-холле, в том же году выступил в Вашингтоне вместе с Лоттой Леман. В 1936 г. вновь выступил в Таун-холле с программой из произведений И. С. Баха и Николо Паганини. В 1941 г. выиграл Конкурс имени Левентритта.
В 1943—1946 гг. на военной службе как музыкант, выступал в больницах перед ранеными военнослужащими. В марте 1944 г. выступил в Белом доме перед президентом Франклином Рузвельтом (вместе с Вирджилом Фоксом, певцом Гленом Дарвином и другими музыкантами, чей талант был высоко оценен Элеонорой Рузвельт).
В полтора послевоенных десятилетия вёл активную концертную деятельность, совершил ряд гастрольных поездок в диапазоне от Австрии до Аргентины. В 1959—1966 гг. преподавал в Техасском университете в Остине, возглавлял университетское струнное трио. В 1966—1967 гг. в Корнеллском университете, в 1969—1970 гг. в Университете Пердью, затем в Мичиганском университете. На протяжении 1970-х гг. гастролировал по Восточному побережью вместе с пианисткой Ритой Бруссар.